# Encontro de Kelly-Hopkinsville

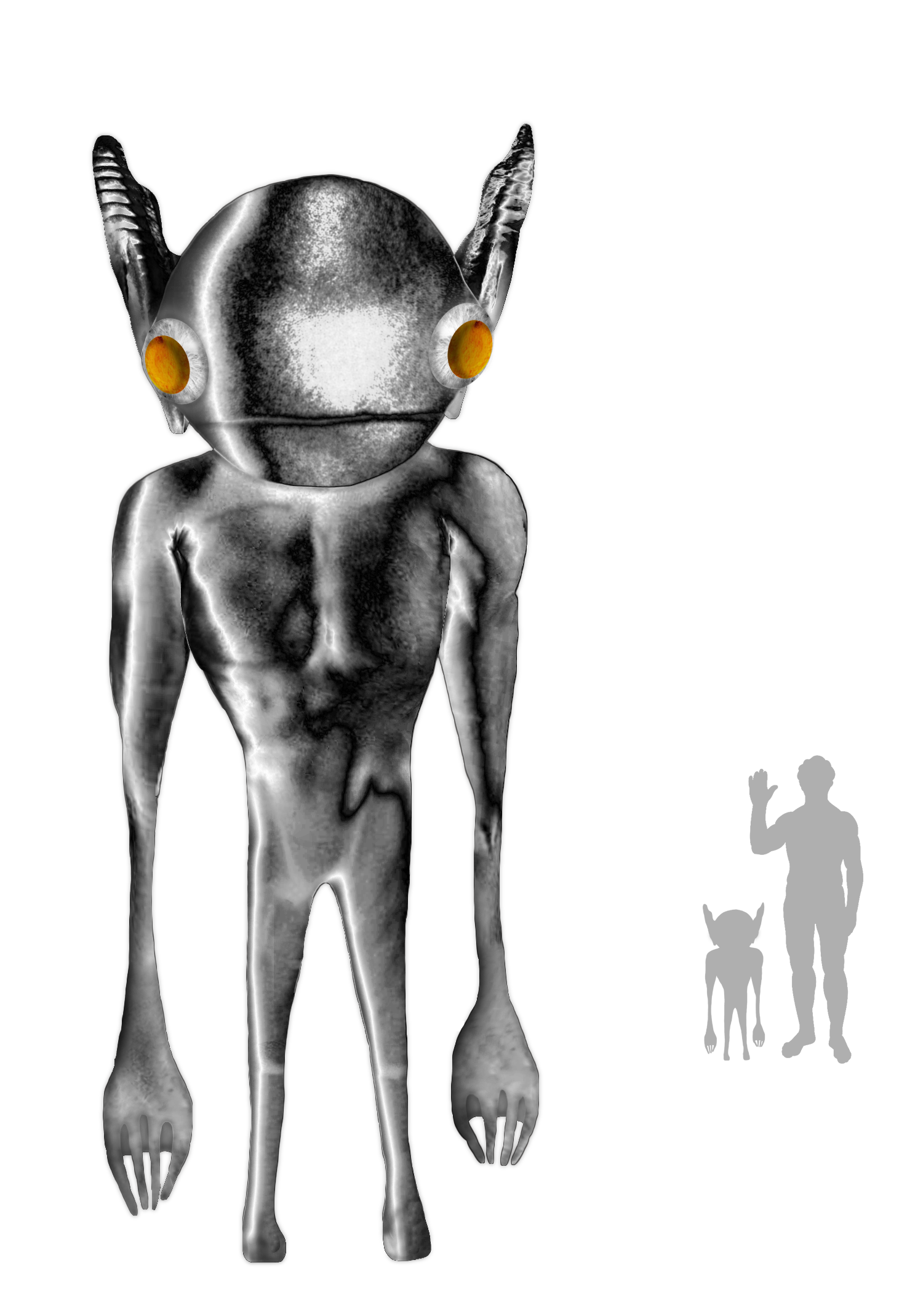
Uma impressão artística de "Hopkinsville Goblin".

O encontro de Kelly e Hopkinsville (também conhecido como Os Goblins de Hopkinsville ou simplesmente Caso Kelly Green Men) foi um suposto contato imediato com seres extraterrestres em 1955 perto de Kelly e Hopkinsville no Condado de Christian, Kentucky, Estados Unidos. Os ufólogos consideram-no como um dos casos mais significativos e bem documentados na história dos incidentes OVNI, enquanto os céticos dizem que os relatos se devem aos "efeitos da excitação" e à identificação errônea de fenômenos naturais como meteoros e corujas. Psicólogos usaram o incidente alegado como um exemplo acadêmico de pseudociência para ajudar os alunos a distinguir a verdade da ficção.

## História
Na noite de 21 de agosto de 1955, cinco adultos e sete crianças chegaram à delegacia de Hopkinsville alegando que pequenas criaturas alienígenas de uma espaçonave estavam atacando a fazenda e que eles estavam segurando armas de fogo "por quase quatro horas". Dois dos adultos, Elmer Sutton e Billy Ray Taylor, afirmaram que haviam filmado "doze a quinze" figuras curtas e escuras que apareciam repetidamente na porta ou olhavam pelas janelas.
Preocupados com um possível tiroteio entre cidadãos locais, quatro policiais municipais, cinco policiais estaduais, três xerifes adjuntos e quatro policiais militares do Forte Campbell, próximo do Exército dos EUA, dirigiram-se para a fazenda Sutton, localizada perto da cidade de Kelly, no condado de Christian. Sua busca não rendeu nada além de evidências de tiros e buracos nas telas de janelas e portas feitas por armas de fogo.
Moradores da fazenda incluem Glennie Lankford, seus filhos, Lonnie, Charlton e Mary, dois filhos de um casamento anterior, Elmer "Lucky" Sutton, John Charley "JC" Sutton e suas respectivas esposas, Vera e Alene, irmão de Alene OP Baker e Billy Ray Taylor e sua esposa June. Ambos os Taylors, "Lucky" e Vera Sutton foram supostamente trabalhadores carnavalescos itinerantes que estavam visitando a fazenda. No dia seguinte, vizinhos disseram a dois policiais que as famílias haviam "empacotado e deixado" depois de afirmar que "as criaturas haviam retornado às 3h30 da manhã".

## Cobertura pela imprensa
As reivindicações da família receberam ampla cobertura na imprensa local e nacional. Artigos anteriores não se referiam a "homenzinhos verdes", a cor foi posteriormente adicionada a algumas histórias de jornais. As estimativas do tamanho das criaturas alegadas variaram de dois pés a quatro pés, e detalhes como "grandes orelhas pontudas, mãos semelhantes a garras, olhos que brilhavam em pernas amarelas e finas" apareceram depois em várias mídias.

## Supostas explicações
Os psicólogos Rodney Schmaltz e Scott Lilienfeld citam o incidente alegado como um exemplo de pseudociência e uma "alegação extraordinária" para ajudar os alunos a desenvolver habilidades de pensamento crítico.
O membro do Comitê de Inquérito Cético Joe Nickell observa que a família poderia ter identificado erroneamente "corujas-da-águia" ou grandes corujas com chifres, que são noturnas, voam silenciosamente, têm olhos amarelos e defendem agressivamente seus ninhos. De acordo com Nickell, avistamentos de meteoros também ocorreram na época que poderiam explicar a afirmação de Billy Ray Taylor de que ele viu "uma faixa de luz brilhante no céu e desaparecer além de uma linha de árvores a alguma distância da casa".
De acordo com o autor Brian Dunning, "há simplesmente semelhanças demais entre as criaturas relatadas pelas famílias e um par agressivo das corujas locais, que tem cerca de dois terços de um metro de altura".

## Na ufologia
O ufólogo francês Renaud Leclet também argumentou em uma publicação que a explicação do caso é de grandes corujas com chifres.
O ufólogo Jerome Clark escreve que as supostas criaturas "flutuavam" através das árvores e o som das balas as atingiu "pareciam balas atingindo um balde de metal". Clark descreve "uma mancha luminosa estranha ao longo de uma cerca onde um dos seres tinha sido baleado e, na floresta além, uma luz verde cuja fonte não podia ser determinada", entretanto esta descrição era consistente com foxfire, um bioluminescente. fungo em madeira em decomposição.
Clark também escreveu que investigações de "policiais, oficiais da Força Aérea das proximidades de Fort Campbell e ufólogos civis não encontraram evidências de fraude", mas Brian Dunning relatou que "a alegação de que os investigadores da Força Aérea apareceram no dia seguinte na casa de Lankford foi publicado várias vezes por autores posteriores, mas não pude encontrar nenhuma evidência corroboradora disso." Dunning também observa que "os quatro policiais militares que acompanharam os policiais na noite do evento eram de uma base do Exército, não de uma base da Força Aérea".
Alguns ufólogos compararam as supostas criaturas aos gremlins, que desde então têm sido referidos como os "Goblins de Hopkinsville" na cultura popular. O ufólogo Allan Hendry escreveu "[...] seu caso se distingue pela sua duração e também pelo número de testemunhas envolvidas". O Projeto Livro Azul listou o caso como um embuste sem mais comentários.